# Сільський Потік
Сільський Потік (до 2016 р. — Москва) — гірська річечка (потік), ліва притока Тиси, басейн Дунаю. Річка протікає по території Рахівського району Закарпатської області, етнокультурний край Гуцульщина. У 2016 році, на виконання Закону України «Про засудження комуністичного та націонал-соціалістичного тоталітарних режимів та заборону використання їх символіки», рішенням Рахівської міської ради річка Москва була перейменована в Сільський Потік.

## Розташування
Довжина річки Сільський Потік близько 4 км. Річка витікає з висоти 1200 метрів над рівнем моря на північному схилі гори Менчул, висота якої сягає 1385,5 м (північні відроги Рахівських гір). Гирло — біля вулиці Карпатської в середмісті Рахова, розташованого на висоті 430 м.

## Опис
Річка типово гірська, зі значним ухилом. Верхів'я вкрите гущавинами змішаного лісу, переважно ялина та бук, і належить до Мармароського заповідного масиву Карпатьського біосферного заповідника.
Пониззя річки розташоване в місті Рахові. Біля самого гирла над річкою — залізничний міст, на відтинку Рахів — Ділове.

## Басейн
До річки впадає близько 10 малих річечок та струмків.
Зі східного боку басейн річки Сільський Потік межує з басейном річечки Видричка (ліва притока Білої Тиси), з південного — з басейном струмка Малий (ліва притока Тиси).